# Sporenfossiel

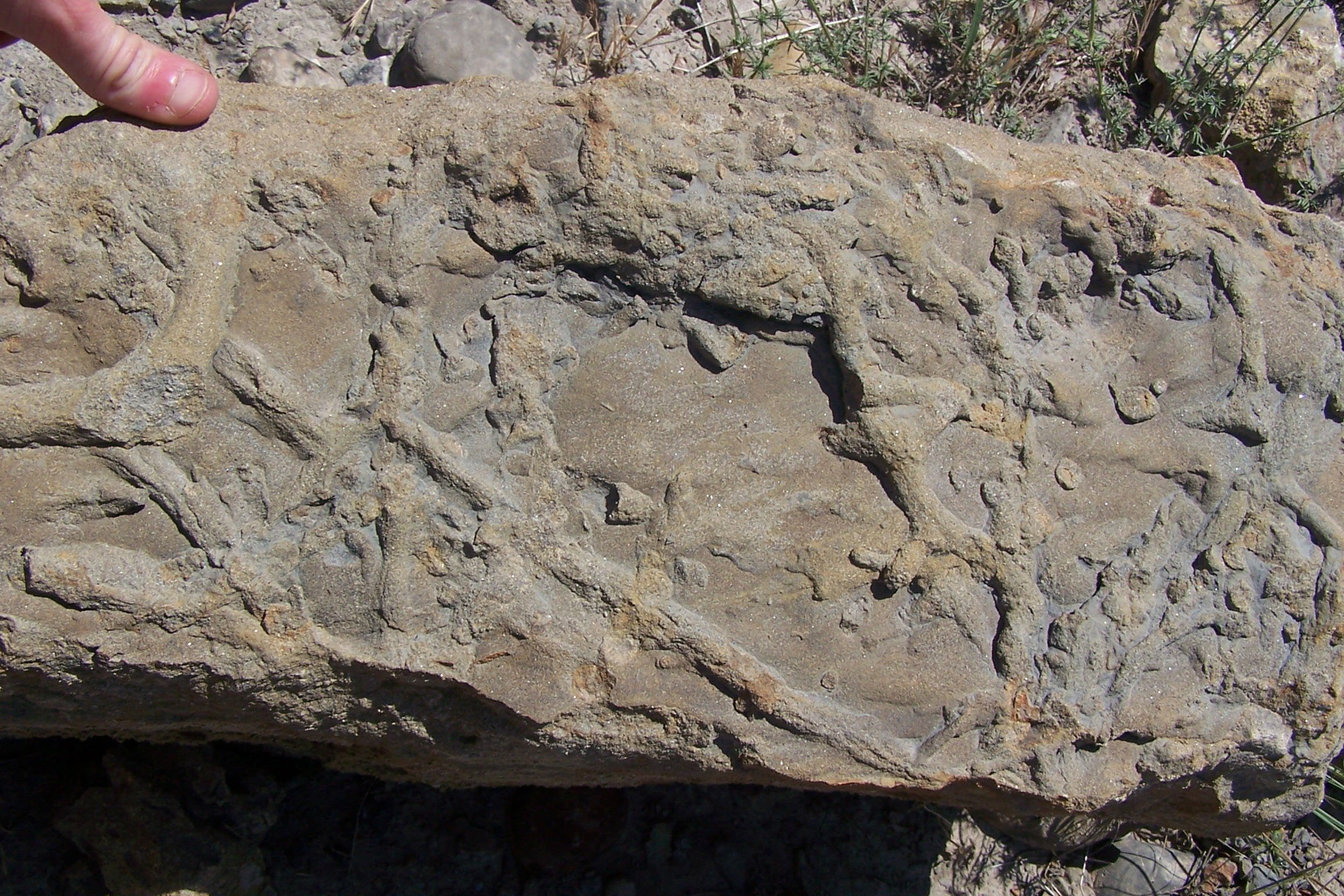
Een stelsel van graafgangen door kreeftachtigen.

Een sporenfossiel of ichnofossiel is een gefossiliseerd spoor van een organisme ofwel een type fossiel dat niet een overblijfsel is van een dood dier of dode plant, maar een representatie van biologische activiteit in een gesteente laat zien. Voorbeelden van sporenfossielen zijn pootafdrukken (bijvoorbeeld van dinosauriërs), graafgangen, resten van legplaatsen en sleep- of kruipsporen van bijvoorbeeld slangen of predatoren. Het vakgebied dat zich binnen de paleontologie met sporenfossielen bezighoudt, wordt ichnologie genoemd.
Sporenfossielen bieden geologen informatie over het afzettingsmilieu van het gesteente; de omstandigheden waaronder het afgezet is. Zo zijn bepaalde kreeften indicatief voor ondiep mariene afzettingen, en pootafdrukken geven blootstelling aan de buitenlucht aan.

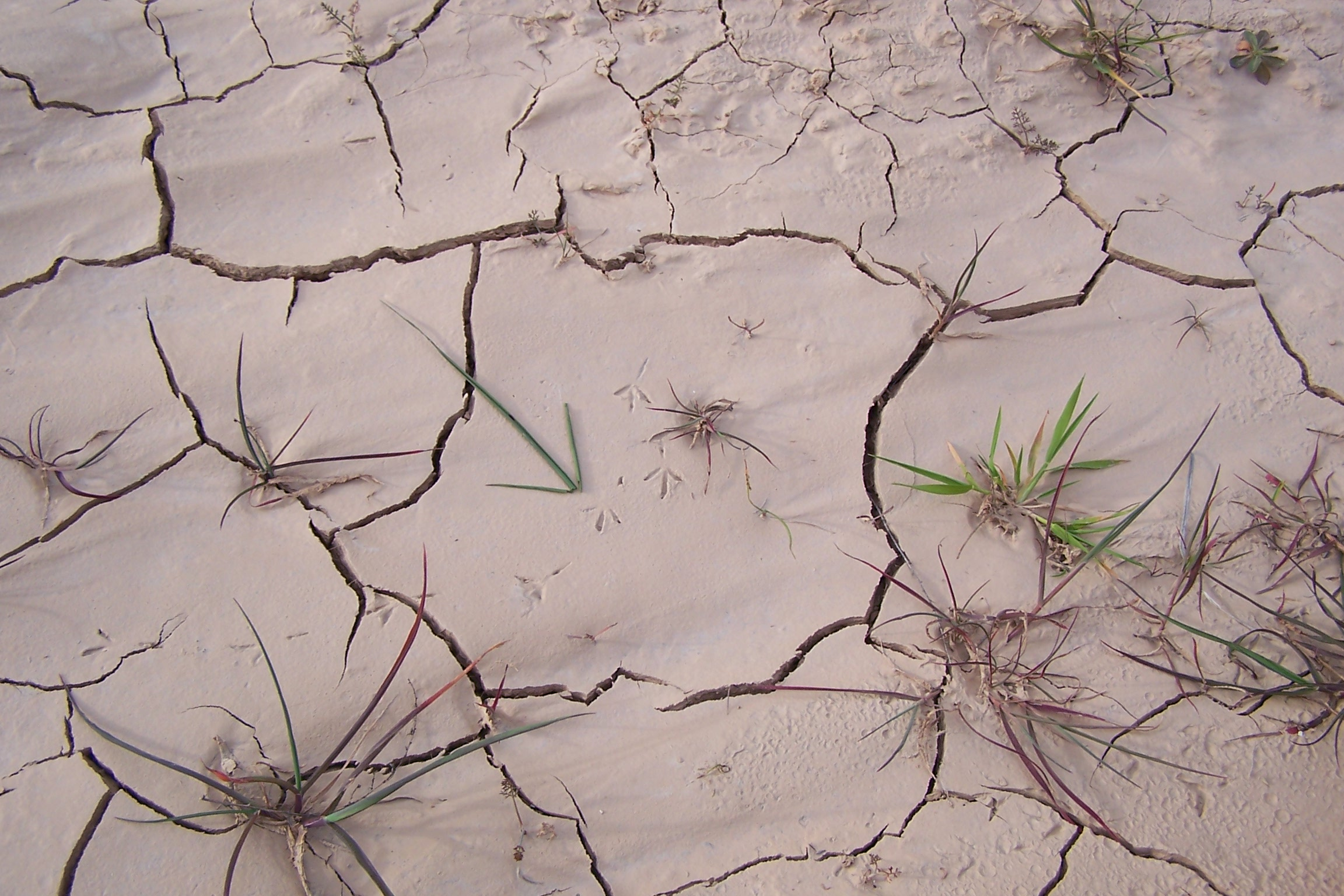
Voorbeeld van een recent sporenfossiel (zie pijl van gras). Pootafdrukken van een vogel. Op de foto zijn ook de krimpscheuren duidelijk te zien.

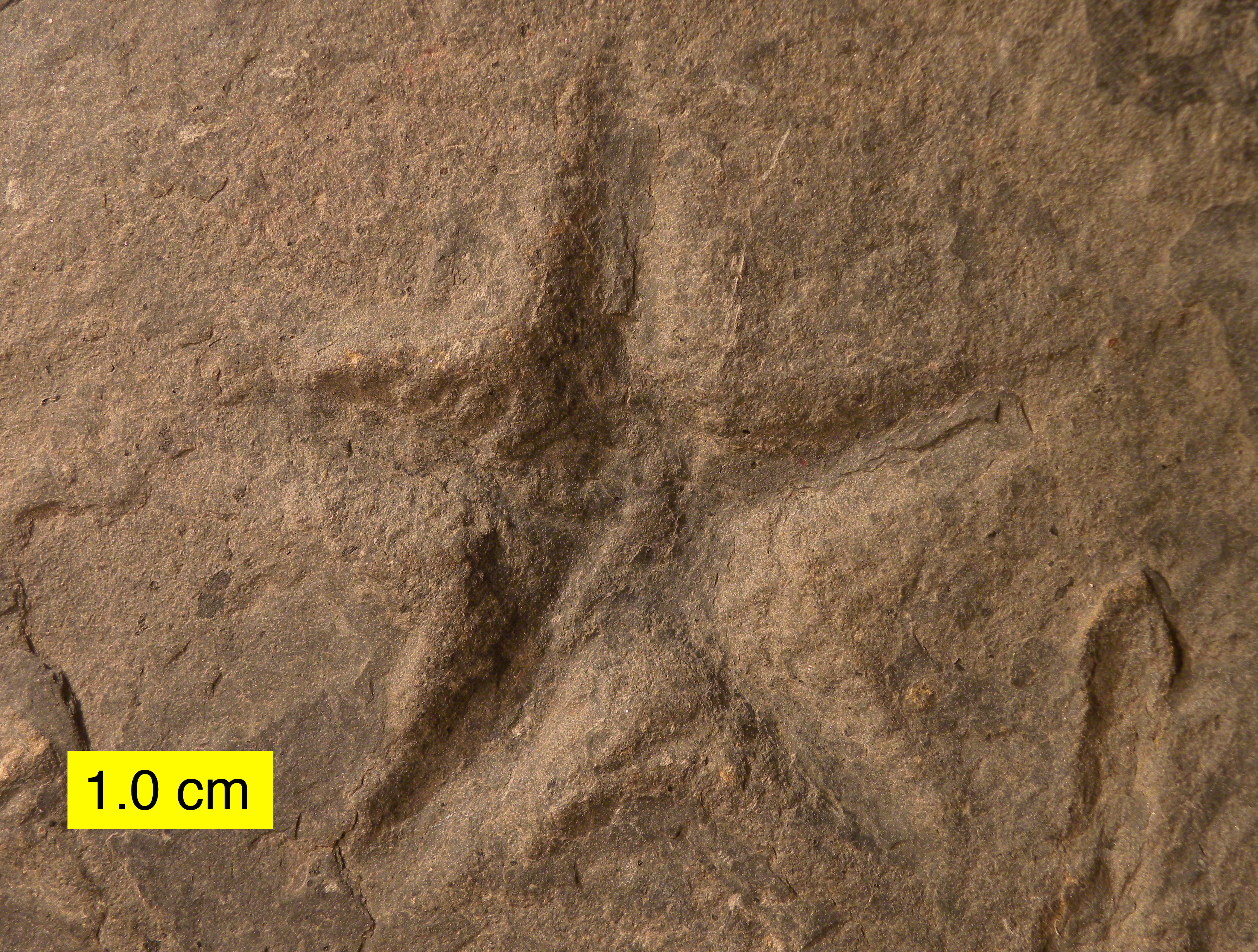
Asteriacites.

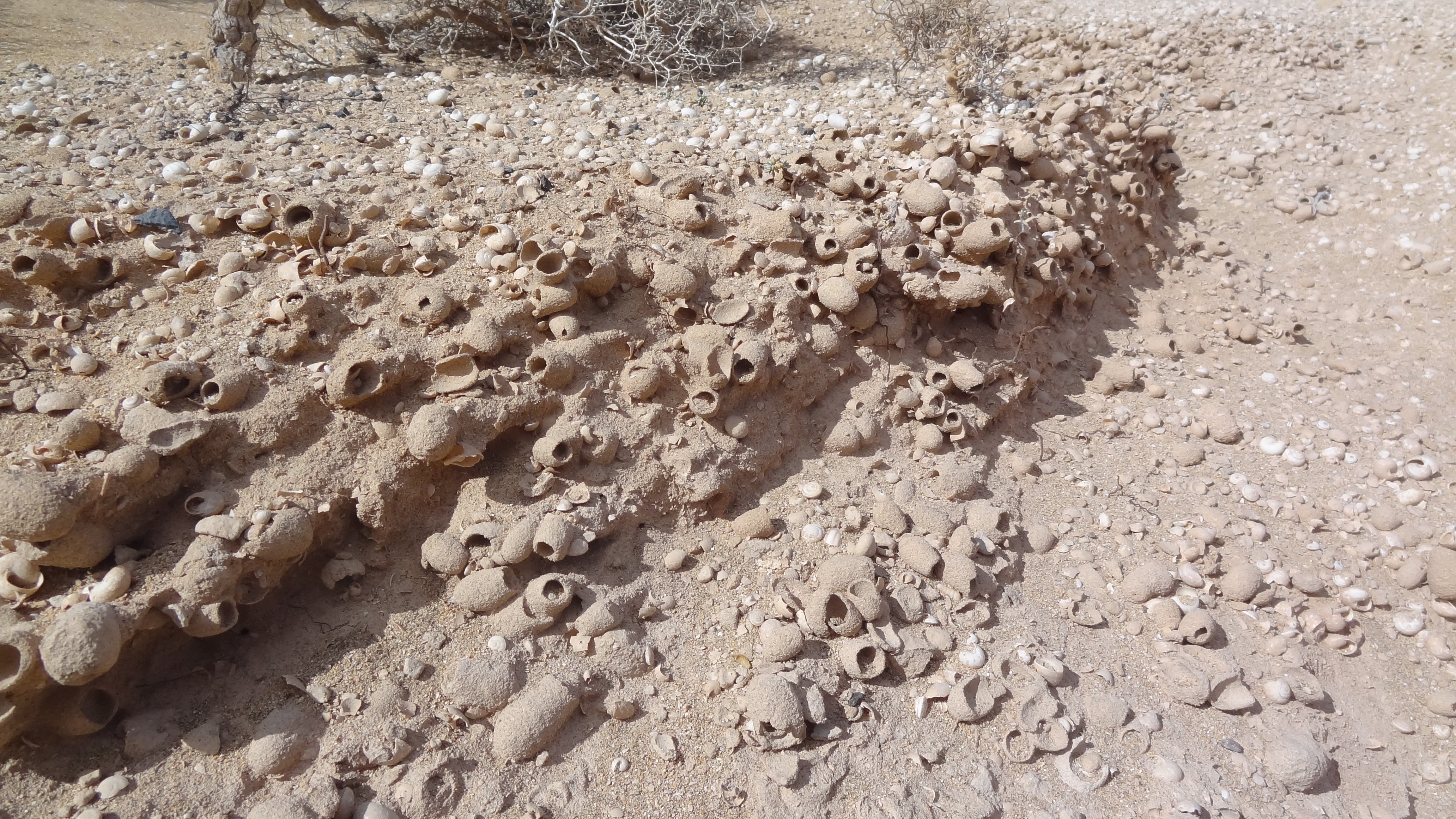
Sporenfossiel (ichnofossiel) Rebuffoichnus guanche van poppenkamer van een snuitkever (Curculionidae) of bladsprietkever (Scarabaeidae) op La Graciosa (Canarische Eilanden)

Graafgangen zijn zichtbaar doordat de gravende fauna het omringende sediment opeet voor voedingsstoffen en weer uitpoept. Dit veroorzaakt een verschil in competentie waardoor de graafgang zichtbaar wordt. In slijpplaatjes is deze graafgangactiviteit (Engels: burrowing) terug te vinden door de aanwezigheid van het mineraal glauconiet.
Loopsporen als pootafdrukken kunnen alleen bewaard blijven als het sediment waarin ze voorkomen en het sediment dat boven op de sporen ligt niet helemaal gelijk is (bijvoorbeeld zand en klei, maar ook kleine verschillen in substraat zijn voldoende), omdat anders de twee sedimentlagen niet meer te onderscheiden zijn en één gelijkvormige laag gaan vormen.
Om de loopsporen te interpreteren wordt kennis uit fysiologie en sportwetenschappen gebruikt. Zo kunnen uit sporen het gewicht, de snelheid van voortbeweging, de bekkenbouw en soms zelfs de ouderdom en eventuele verwondingen van het dier worden afgeleid.

## Naamgeving
In de paleontologie wordt voor sporenfossiel de term ichnofossiel gebruikt. Dat woord is afgeleid van het Griekse ichnos dat "spoor" betekent.
'Sporenfossielen' hebben niets te maken met 'fossiele sporen'. Palynologie is het onderzoek aan sporen en pollenkorrels.